# عربستان (مقاطعة قديمة)
عربايستان (البارثية: 𐭀𐭓𐭁𐭉𐭎𐭈𐭍، البهلوية: Arwāstān، السريانية: Bēṯ ʿArbāyē بيت عربايا، الأرمينية: Arvastan) هي مقاطعة ساسانية في أواخر العصور القديمة. بسبب موقعها وطرقها المنظمة فكانت هذه المقاطعة ذات دخل من الحركة التجارية، وكذلك منطقة للخلاف والمعارك خلال الحروب الرومانية-الفارسية.
أما موقعها الجغرافي فهي تقع في أعالي بلاد ما بين النهرين نحو خابور وشمالاً حتى المناطق السفلى لأرمينيا؛ تحدها حدياب من الشرق، وأرمينيا من الشمال ومقاطعة آشوريستان من الجنوب.

## التسمية
عربايستان (الفارسية القديمة: Arabāya-stāna) ذكرت في نقش سابور الأول في كعبة زرادشت. ووفقا للمؤرخ وايدنجرين فإن اسم هذه المقاطعة قد أخذ من العرب الذين سكنوا في بلاد ما بين النهرين العليا. مصطلح عربايستان يعني حرفيا «أرض العرب»، حيث أن عرباي أو عربايا تعني («العربية» أو «العرب») و -ستان تعني «أرض». وعلى الرغم من أن تسمية عربايستان تستخدم عند الإشارة إلى شمال بلاد ما بين النهرين، إلا أنها لاتشمل الرها.

## التاريخ

### التاريخ المبكر
أسست المقاطعة في سنة 363م، بعد معاهدة نصيبين الثانية للسلام، وتتألف من التنازلات التي قدمها الإمبراطور الروماني جوفيان التي تشمل جميع الأراضي الرومانية شرق نهر دجلة فتم التنازل عنها لساسانيين في معاهدة نصيبين الأولى للسلام في عام 299م. هذا التنازل يتضمن المحافظات الأرمنية السابقة وهي باقردا وزابديسين وأرزانين وموكسوين وكذلك نصيبين وسنجارا. وكجزء من المعاهدة سمح للرومان إجلاء سكان المدن في نصيبين وسنجارا، مما أدى إلى نزوح جماعي لمجمل سكان هذه المدن إلى الأراضي الرومانية ليتجنبوا السجن أو الترحيل من قبل الساسانيين. أدى هذا أيضا لانتقال المدرسة المسيحية النصيبينية إلى الرها. وفي سنة 360م، قام سابور الثاني بتقسيم منصب المرزبان بين إخوته زاماسب وأدورفرازجرد وتم منحهم مسؤولية النصفين الشمالي والجنوبي من محافظة عربايستان.
وخلال الحرب الرومانية-الساسانية من 421-422، قام قائد الجنود الروماني أردابور بغزو ونهب أرزانين في عام 421م. وهزم  الساساني مهرنارسيه، وعند قدوم التعزيزات قام بمحاصرت نصيبين. وهزم جيش المنذر الأول حليف الساسانيين، من قبل أردابور في نصيبين. أدى انتصار أردابور على المنذر الأول، الشاه حديث العهد بهرام الخامس، لإنهاء حصار ثيودوسيبوليس والتوجه بسرعة إلى نصيبين، مما تسبب في تخلي الجيش الروماني عن حصار نصيبين والتراجع.

### التاريخ الأوسط
من 464م إلى 471م، ضربت مجاعة بلاد ما بين النهرين مما أدت إلى خراب المحاصيل ودمار البلد. تقول المصادر أن الآبار أصبحت جافة وأنه لم يكن هناك ماء لا في دجلة ولا في الفرات. في نهاية المطاف ماتت المحاصيل والآلاف من البشر لقوا حتفهم. وفي عام 483م، أثر جفاف شديد على المنطقة واستمر لمدة سنتين، في حين أن التوترات بين الرومان والفرس تصاعدت ودمر العرب المتحالفين مع الفرس الأراضي الرومانية، فأضطر الرومان لتجميع جيش على الحدود لمواجهة مثل هذه الغارات. ولكن تم تهدئة الوضع من قبل المرزبان النصيبيني والأسقف النسطوري في نصيبين. وبعد ثلاث سنوات من عهد قباد بن فيروز وتحديداً في سنة 491م، حدثت انتفاضة في أرمينيا شجع القبائل في جنوب سنجارا على الثورة ومحاصرة نصيبين.

## الاقتصاد
موقع عربايستان على طريق الحرير أفادت المقاطعة بدخل كبير مستمد من المراكز التجارية على طول الطريق وكذلك عائدات من حركة القوارب على الأنهار. السلع التي جاءت معها مثل: الحرير والتوابل من تجارة المحيط الهندي وبحر العرب تجتمع في نصيبين قبل بيعها للتجار الرومان. تجارة الحرير التي زودت صناعة النسيج في سوريا، كانت مربحة وتابعت الازدهار بالرغم من تهديد غارات البدو على طول الطرقات.
كما يعود الفضل للسيطرة الساسانية على اثنين من أكبر الطرق بين الشرق والغرب والطرقات الممتازة جعلت المقاطعة يسهل الوصول إليها من أجل التجارة.

## السكان
سكان عربايستان يتألف في المقام الأول من الآراميون، الذين تكلموا اللغة الآرامية، وتقاسموا المحافظة مع اليهود والعرب والأرمن والإيرانيين. عاش العرب كـ بدو في المحافظة، وكذلك كسكان مدن في مدينة الحضر خاصةً. الأرمن يمكن العثور عليهم إلى حد كبير في شمال عربايستان وفي أحياء أرزانين، بينما القبائل الإرانية عاشت في شمال شرق منطقة باقردا.